# Gimois
Le Gimois ou Gimoès est un petit pays gascon autour de Gimont dans le département français du Gers.

## Géographie
Situé au nord du Savès, il borde l'Armagnac à l'est, le Fezensaguet au sud et la Seigneurie de L'Isle-Jourdain à l'ouest.
Le Gimois fut une vicomté au Moyen Âge. Il perdure au travers de la Communauté de communes d'Arrats-Gimone.